# Jakub Jurka
Jakub Jurka (* 13. června 1999 Olomouc) je český šermíř, kordista. Je vnukem šermíře Jaroslava Jurky a členem klubu TJ Dukla Olomouc, kde ho trénuje jeho otec Tomáš Jurka.
V roce 2017 vyhrál mistrovství Evropy juniorů i mistrovství Evropy do 23 let. Na Letních olympijských hrách 2020 skončil mezi jednotlivci na 25. místě, na seniorském evropském šampionátu 2022 byl pátý. Na Letních olympijských hrách 2024 vybojoval s českým družstvem (Jiří Beran, Martin Rubeš, Michal Čupr) bronz a v individuální soutěži skončil na 32. místě.